# حزب ملت ایران
حزب ملت ایران یک حزب سیاسی در ایران است. این حزب از احزاب برآمده از مکتب پان ایرانیسم است.

## بنیانگذاران
در آبانماه ۱۳۳۰ اعضای مکتب پان ایرانیسم موافقت کردند که با حزب نبرد ایران ائتلاف کنند در جریان این ائتلاف اسم حزب به «حزب ملت ایران بر بنیاد پان‌ایرانیسم» تغییر می‌کند و داریوش فروهر دبیر حزب می‌گردد و حسن علی صارمی کلالی به اتفاق محسن پزشکپور، محمدرضا عاملی تهرانی، جواد تقی‌زاده کمیته موقت عالی رهبری را تشکیل می‌دهند.
در همان مراحل اول گروهی به پیشگامی محمد مهرداد و منوچهر تیمسار، سازمان پان‌ایرانیست، یا پرچمداران پان‌ایرانیسم، را به وجود آوردند. و در هفدهم دیماه ۱۳۳۰، گروهی از افراد مکتب پان‌ایرانیسم از تهران و شهرستان‌ها تصمیم به جدا شدن از این حزب و تشکیل حزب پان ایرانیست گرفتند. محسن پزشکپور، محمدرضا عاملی تهرانی، اسماعیل فریور، و هوشنگ آقابیاتی، به عنوان کمیته موقت حزب پان ایرانیست، مسئول تدارک برگزاری نخستین کنگره این حزب گردیدند. تا پیش از کودتای ۲۸ مرداد ۱۳۳۲، تلاش‌هایی برای بهم پیوستن دو حزب ملت ایران و حزب پان ایرانیست صورت گرفت که به نتیجه دلخواه نرسید.
این حزب که تنها چند صد عضو داشت که بیشترشان دانشجویان دبیرستانی در تهران بودند، وزن چندانی در رهبری جبهه ملی نداشت.
پس از جدایی این سه گروه حسن علی صارمی کلالی در حزب ملت ایران به عنوان دبیر حزب انتخاب شد که آن موقع دستور نام داشت. اما چون ایشان ساکن مشهد بود و آنجا کشاورزی داشت پس از مدتی مجبور به برگشت به شهر خودش شد و لذا با موافقت سایر یاران داریوش فروهر دبیر حزب ملت ایران شد. پس از قتل‌های زنجیره‌ای ایران و قتل داریوش فروهر توسط وزارت اطلاعات جمهوری اسلامی ایران در آذر ۱۳۷۷ خسرو سیف مسوولیت هدایت حزب را تا تیر ۱۴۰۰ (زمان درگذشت) بر عهده گرفت.

## دبیران کل
1. حسن علی صارمی کلالی
2. داریوش فروهر
3. خسرو سیف

## اصول و عقاید و مرامنامه حزب
منشأ این حزب به محسن جهانسوز، سروانی که به اتهام سازماندهی یک «توطئه فاشیستی» علیه رضا شاه در سال ۱۹۳۷ اعدام شد بر می‌گردد. این حزب شدیداً ضددربار، ضدکمونیست، ضدسرمایه‌داری، یهودستیز و حتی ضدروحانیت بود. این حزب پیشنهاد می‌کرد ایران با بازپس‌گیری «سرزمین‌های از دست رفته» بحرین، افغانستان و قفقاز بازسازی شود. این حزب ادعا می‌کرد «نژاد ناب ایرانی» مورد تهدید نه تنها کمونیسم شوروی و سرمایه‌داری بریتانیا، بلکه توسعه طلبی ترکی و عربی قرار دارد. این حزب همچنین استدلال می‌کرد که «ملاهای مرتجع»، «اربابان استثمارگر»، قدرت‌های خارجی، و اقلیت‌های مذهبی به ویژه یهودیان و بهائیان دلیل عقب ماندگی ایرانند.
حزب ملت ایران بر اساس اساسنامه اش برای ایجاد حکومتی بر پایه خواسته‌های تاریخی ایرانیان حول محور جهان بینی ناسیونالیستی بر اساس استقلال کامل کشور مبارزه با استعمار بوده و از حق حاکمیت ملت‌ها در سراسر جهان پشتیبانی می‌نماید. همچنین نگاه فرهنگی این حزب بر اساس فرهنگ باستانی ایران بوده و خواهان ملی کردن همه رشته‌های صنعتی و کشاورزی می‌باشد و خواهند دراختیار قرار گرفتن وسیله‌های تولید و توزیع به دست دولت و مخالفت با اقتصاد بازار آزاد می‌باشد.

## دبیران حزب
1. حسن علی صارمی کلالی
2. داریوش فروهر
3. خسرو سیف

## نگارخانه

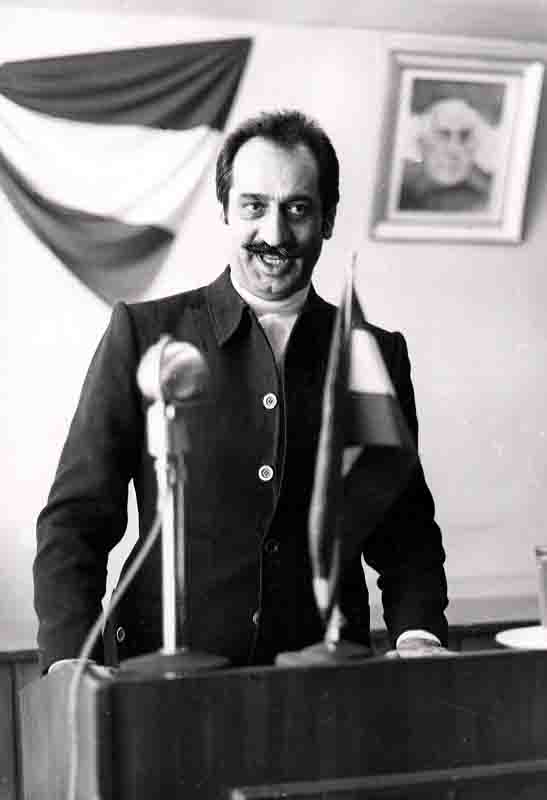
داریوش فروهر؛ دبیر کل حزب ملت ایران